# 華容区
華容区（かよう-く）は中華人民共和国湖北省鄂州市に位置する市轄区。

## 行政区画
- 鎮:華容鎮、葛店鎮、廟嶺鎮、段店鎮
- 郷:臨江郷、蒲団郷